# Enicospilus ergias
Enicospilus ergias là một loài tò vò trong họ Ichneumonidae.